# ظبي بيتس القزم
ظبي بيتس القزم أو الظبي القزم (الاسم العلمي: Neotragus batesi) ظبي صغير جدا يتوطن في الغابات والأجمات الرطبة وجد في الكاميرون، جمهورية أفريقيا الوسطى، جمهورية الكونغو، جمهورية الكونغو الديمقراطية، غينيا الاستوائية، الغابون، نيجيريا وأوغندا.

## اقرأ كذلك
- قائمة مزدوجات الأصابع حسب العدد